# سگ‌هایی که پارس می‌کنند گاز نمی‌گیرند
سگ‌هایی که پارس می کنند گاز نمی‌گیرند (کره‌ای: 플란다스의 개) یک فیلم کمدی محصول ۲۰۰۰ کره جنوبی به کارگردانی بونگ جون-هو است.